# Lakemont Park
Koordinaten: 40° 28′ 18″ N, 78° 23′ 44″ W
Lakemont Park ist ein Freizeitpark in Altoona, Pennsylvania ( Vereinigte Staaten), der am 4. Juli 1893 eröffnet wurde.
Der Park ist Heimat der weltweit ältesten, sich noch in Betrieb befindlichen Achterbahn Leap The Dips, die 1902 eröffnet wurde.

## Achterbahnen
| Name          | Typ              | Hersteller                     | Eröffnungsjahr   |
| ------------- | ---------------- | ------------------------------ | ---------------- |
| Leap The Dips | Holzachterbahn   | unbekannt                      | 1902             |
| Lil'Leaper    | Kinderachterbahn | Allan Herschell Company        | 1993 oder früher |
| Skyliner      | Holzachterbahn   | Philadelphia Toboggan Coasters | 1987             |

### Ehemalige Achterbahnen
| Name         | Typ                              | Hersteller                     | Eröffnungsjahr | Schließungsjahr |
| ------------ | -------------------------------- | ------------------------------ | -------------- | --------------- |
| Gravity Road | Holzachterbahn                   | unbekannt                      | 1894           | 1901            |
| Mad Mouse    | Wilde Maus                       | Allan Herschell Company        | 1991           | 2003            |
| Toboggan     | Stahlachterbahn ohne Inversionen | Chance Rides                   | 1991           | 2016            |
| Twister      | Holzachterbahn                   | Philadelphia Toboggan Coasters | 1927           | 1935            |